# SS-Polizei-Regiment 19
Le SS Polizei Regiment 19, (abréviation : SS-Pol-Rgt 19) que l'on peut traduire en français par 19e régiment SS de police, était une unité de police militaire de l'Allemagne nazie faisant partie de la police de l'ordre public (Orpo) pendant la Seconde Guerre mondiale, qui a sévi en Slovénie et en France.

## Création
Le Polizei Regiment 19 est créé en juillet 1942 à Bled, à partir des 72e, 171e et 181e bataillons de police, et tenait garnison dans le sud de la Styrie et dans la Carniole. Il reçoit la dénomination SS-Polizei le 24 février 1943,.

## Composition
- 72e bataillon de police devient I / SS-Polizei Regiment 19 (1er bataillon)[4].
- 171e bataillon de police devient II / SS-Polizei Regiment 19 (2e bataillon)
- 181e bataillon de police devient III / SS-Polizei Regiment 19 (3e bataillon)

### 181ebataillon de police
- Le 181e bataillon de police, de réserve, est formé à Salzbourg en Autriche à l'automne 1939[5].
- En décembre 1939, le 181e bataillon est rattaché au régiment de police de Radom (Polizei Regiment Radom).
- En avril 1941, après l'invasion de la Yougoslavie, le bataillon est transféré en Haute-Carniole et prend garnison à Kamnik, Begunje près de Bled et St. Vid dans la banlieue de Ljubljana avec pour mission le maintien de l'ordre et la déportation des Slovènes car cette zone faisait désormais partie du Reich.
- Les 8 août et 9 août 1941, le 181e prend part à une opération anti-partisans dans le sud-ouest des montagnes de Radovljica.
- Le 12 décembre 1941, près Škofja Loka, le bataillon tombe dans une embuscade tendue par le bataillon de Partisans Cankarev et perd une cinquantaine d'hommes.
- Du 27 décembre 1941 au 12 janvier 1942, le 181e bataillon de police en collaboration avec les 44e, 93e, 171e, 325e et 322e bataillons police ainsi que le 857e Landesschützen bataillon[6]  prend part à la première opération d'envergure contre les partisans slovènes. Cette action anti-partisan s'est produite dans les montagnes boisées entre Ljubljana et Kranj et visait à détruire le bataillon de Partisans Gorenjski qui avait effectué des raids contre les garnisons allemandes. Les partisans ont évité le contact direct contre des forces supérieures mais ont affirmé qu'ils avaient tué 200 Allemands au cours de l'opération[7].
- 31 décembre 1941, le quartier général du 181e s'installe à Kamnik.
- 30 juin 1942: des éléments du bataillon appuient une opération contre les partisans dans la région de Horjul.
- En juillet 1942, le 181e bataillon de police entre dans la composition du SS Polizei Regiment 19

## Historique
- Créé en juillet 1942 le Polizei Regiment 19 est composé de bataillons de police qui opèrent depuis déjà plusieurs années.
- La première opération du Polizei Regiment 19, le 1er août 1942 est une opération anti-partisans en Carniole une région de la Slovénie.
- En janvier 1943, le régiment effectue une autre opération anti-partisans dans les montagnes autour de Kropa (de).
- Le 25 février 1943: Le I/19 et III/19 exécutent un balayage limité de la zone Marija Reka (en) au nord de Trbovlje.
- En novembre 1943, le régiment effectue une opération anti-partisan dans la région de Novo Mesto. Toutefois le régiment en infériorité numérique se retrouve pris au piège dans Novo Mesto[8]. Pendant 7 jours, une partie du régiment, encerclé par les partisans, est ravitaillé et appuyé par voie aérienne. Le bataillon est finalement secouru par les éléments des 9e Panzerdivision SS Hohenstaufen et  16e Panzergrenadier Division SS Reichsführer-SS.
- En mars 1944, le SS Polizei Regiment 19 arrive en France, à Grenoble, en provenance de Slovénie et participe immédiatement à l'opération Hoch-Savoyen contre le maquis des Glières.
- Début juin 1944, le 3e bataillon participe à la bataille du Mont Mouchet. L'ensemble du régiment est rattaché à Ordnungspolizei de Paris sous le commandement de Bolko von Schweinichen. Les 1er et 3e bataillons sont mis à disposition du HVS[9] de Limoges ou il prend ses cantonnements.
- À la fin de juin 1944, deux compagnies de lance-flammes sont envoyées à Limoges et deux autres à Tulle. Ces unités participeront aux actions de répression contre les maquis du Limousin notamment celui de Georges Guingouin en collaboration avec la colonne Jesser.
- En juillet 1944, le 1er bataillon prend part aux opérations contre le maquis du Vercors.
- En septembre 1944, le régiment est transféré dans l'Est de la France. Des éléments sont signalés à Langres et Belfort
- Le 15 octobre 1944, une partie du régiment combat dans les environs de Colmar.
- En décembre 1944, le régiment est détaché du 16e Volksgrenadier Division et retourne en Slovénie.
- 13 février 1945 : Une partie du régiment combat en Basse-Carniole dans la vallée située entre Kočevje et Ribnica.
- 20 mars 1945 : La totalité du régiment combat dans la région de Celje en Slovénie.

## Crimes de guerre
Crimes de guerre en Slovénie.
Le 19 juillet 1942, 3 bataillons de police SS sont envoyés dans 3 villages afin d'effectuer des représailles.
1. Le 93e bataillon de police est envoyé à Hrastnik
2. Le 322e bataillon de police est envoyé à Kanker près de Preddvor
3. Le 181e bataillon de police est envoyé à Gorenja vas-Poljane
Des exécutions ont lieu et les cadavres sont jetés dans le feu. Puis le feu est mis aux villages et la population déportée dans des umsiedlungslager[11]

3 crimes de guerre commis en France sont connus:
1. Le 5 juin 1944, l'unité a 10 morts en raison de l'explosion d'une mine posée sur la route près d'Ugine. 28 civils sont tués dans le village en représailles.
2. Les 10-11 juin 1944, 26 civils (dont deux femmes et un enfant) sont tués à Ruynes-en-Margeride et 10 autres civils sont également tués à Clavières par des soldats de la SS Polizei Regiment 19 .
3. Les 29 août et 2 septembre 1944, en représailles de l'assassinat de prisonniers de guerre français, 80 prisonniers de guerre allemands, dont plusieurs soldats de la SS Polizei Regiment 19 sont tués par les partisans français à Vieugy et Habère-Lullin